# 고신에쓰 지방
고신에쓰 지방(일본어: 甲信越地方,  문화어: 고싱에쯔 지방)은 주부 지방에서 동부에 위치해 간토 지방에 접하는 야마나시현, 나가노현, 니가타현의 총칭이다. 각각 지방의 옛 이름인 가이(甲斐), 시나노(信濃), 에치고(越後)에서 한 글자씩을 딴 이름이다.
경제적, 문화적으로 도쿄나 간토 지방의 영향력이 강한 지역으로, 나가노 현 북부지역과 니가타 현, 나가노 현 남부지역과 야마나시 현 사이에는 역사적, 지리적, 문화적으로 공통점이 많은데, 전반적으로 고신에쓰 지방만의 일체성은 약하다. 따라서 간토 지방과 합쳐서 간토코신에쓰 지방이라고 말할 경우도 많고, 특히 도쿄 중심에서 100km 거리에 위치하는 야마나시 현은 간토 지방에 포함하는 경우도 많다.

## 인구
| 연도 | 인구      | ±%     |
| ---- | --------- | ------ |
| 1920 | 3,922,000 | —      |
| 1930 | 4,281,000 | +9.2%  |
| 1940 | 4,438,000 | +3.7%  |
| 1950 | 5,333,000 | +20.2% |
| 1960 | 5,205,500 | −2.4%  |
| 1970 | 5,080,000 | −2.4%  |
| 1980 | 5,339,000 | +5.1%  |
| 1990 | 5,484,000 | +2.7%  |
| 2000 | 5,579,073 | +1.7%  |
| 2010 | 5,389,974 | −3.4%  |
| 2020 | 5,097,181 | −5.4%  |

## 같이 보기
- 신에쓰 지방
- 호쿠신에쓰 지방
- 조신에쓰 지방
- 주오 고지